# Comuna Vilșana, Icinea
Vilșana (în ucraineană Вільшана) este o comună în raionul Icinea, regiunea Cernihiv, Ucraina, formată din satele Jovtneve, Tarasivka și Vilșana (reședința).

## Demografie
Componența lingvistică a comunei Vilșana
     Ucraineană (97,59%)
     Rusă (2,28%)
     Alte limbi (0,13%)
Conform recensământului din 2001, majoritatea populației comunei Vilșana era vorbitoare de ucraineană (97,59%), existând în minoritate și vorbitori de rusă (2,28%).